# Juan Pastor
Juan Pastor, spesso noto col nome italianizzato di Giovanni Pastor (Utrera, XVI secolo – Napoli, 1664), è stato un vescovo cattolico e letterato spagnolo.

## Biografia
Juan Pastor nacque verso la fine del XVI secolo a Utrera, in provincia e arcidiocesi di Siviglia. Entrato nell'Ordine dei Minimi nel 1602, professò solennemente i voti e vestì l'abito monastico presso il convento della Consolazione di Utrera. Studiò a Valladolid e ad Alcalá de Henares, svolgendo anche lavori di formazione nei comuni di El Puerto de Santa María, Siviglia, Jerez (dove insegnò nel 1619) e, appunto, Utrera. Trasferitosi poi a Madrid, fu dapprima vicario provinciale per la Castiglia dell'Ordine dei Minimi presso il convento della Vittoria e in seguito Qualificatore del Sant'Uffizio.
A partire dal 1630 il re di Spagna Filippo IV lo propose come vescovo in diverse diocesi sparse nel mondo (Santa Marta in Colombia, Manila e Nueva Segovia nelle Filippine, Chiapas in Messico e Concepción in Cile), proposte che fino a quel momento ebbero riscontro negativo da parte di Pastor; nel 1637 fu proposto infine per la diocesi del Paraguay, ma anche in questo caso Pastor rigettò l'incarico. Il 30 agosto 1638 papa Urbano VIII lo nominò vescovo di Crotone, nomina che questa volta Pastor dovette accettare in segno di obbedienza; ricevette l'ordinazione episcopale il successivo 12 settembre dal cardinale Francesco Maria Brancaccio e dai co-consacranti Tommaso Carafa, già vescovo di Vulturara e Montecorvino, e Giovanni Battista Altieri, già vescovo di Camerino.
Preso possesso della diocesi poco tempo dopo, nominò suo vicario generale il prete crotonese Giovanni Paolo Pelusio, dottore in utroque iure e già decano della cattedrale; la stessa cattedrale, poi, che mons. Pastor trovò in condizioni davvero precarie in seguito al terribile terremoto che devastò la Calabria l'8 giugno 1638, fu oggetto di una serie di ristrutturazioni, in parte finanziate con i fondi che il vescovo mise di tasca propria e la restante parte con i proventi delle pene dei malefici, iniziativa questa concessa da papa Urbano VIII il 6 ottobre 1638 a seguito della richiesta pervenuta tramite missiva da parte del vescovo stesso; in più fece installare al di sopra del coro un grande organo a canne, che lui stesso acquistò utilizzando le rendite della cappella del Santissimo Sacramento.
Nonostante gli sforzi perseguiti, però, il restauro della cattedrale non venne mai completato del tutto: nel 1653 sia il popolo sia le famiglie nobili della città rivolsero un appello al viceré di Napoli, affinché potesse prendere dei provvedimenti seri nei confronti di mons. Pastor in quanto, stando alla loro testimonianza, «gli inquieti e gli strapazza, trattandoli generalmente da inquieti, sediziosi, macchinari ed oltreggiando la città con altre simili ingiurie». Venne allora fatto convocare a Roma da papa Innocenzo X, designando don Pietro Matteo de Rubeis al posto di Pastor come vicario facente funzioni della diocesi di Crotone.
Ormai in totale disaccordo con tutte le autorità locali crotonesi, Pastor presentò rinuncia alla cattedra vescovile il 4 luglio 1662 e si ritirò definitivamente a Napoli, dove si spense nel 1664; stando a fonti anonime, si pensò che mons. Pastor fosse stato designato per essere elevato alla dignità cardinalizia, ma la morte gli impedì di vestire la porpora.

## Genealogia episcopale
La genealogia episcopale è:
- Cardinale Guillaume d'Estouteville, O.S.B.Clun.
- Papa Sisto IV
- Papa Giulio II
- Cardinale Raffaele Sansone Riario
- Papa Leone X
- Papa Clemente VII
- Cardinale Antonio Sanseverino, O.S.Io.Hieros.
- Cardinale Giovanni Michele Saraceni
- Papa Pio V
- Cardinale Innico d'Avalos d'Aragona, O.S.Iacobi
- Cardinale Scipione Gonzaga
- Patriarca Fabio Biondi
- Papa Urbano VIII
- Cardinale Cosimo de Torres
- Cardinale Francesco Maria Brancaccio
- Vescovo Juan Pastor, O.M.

## Opere
- Sermón predicado en el Insigne y Real Convento de Santo Domingo, en la ciudad de Xerez de la Frontera su mismo día, Malaga, por Juan Reñé, 1619;
- Sermón que predicó en el Real y religiosíssimo convento de las Descalças de Madrid en las honras que en él se hizieron en 27 de abril de 1621 a la Magestad de Felipo III, Alcalá de Henares, por Juan Gracián, 1621;
- Sermón en las exequias del Ilustrísimo Señor Juan Baptista Espínola, Duque de San Pedro, Embaxador extraordinario de la Sereníssima República de Genova a su Magestad Católica de Filippo III, Alcalá de Henares, en casa de Juan de Orduña, 1626;
- Sermón predicado en el convento de Santa Ana, Colegio de los Frayles Mínimos de San Francisco de Paula, de la Universidad de Alcalá, en las honras y cabo de año que se celebraron por Don Francisco de Nevares de Santoyo, Madrid, 1631.

## Curiosità
- Poco prima del suo trasferimento nella capitale spagnola ricevette una profezia da parte di un confratello del convento di Utrera, padre Baltasar Suárez, che predisse al Pastor la nomina a futuro prelato[7].